# قانون علمي

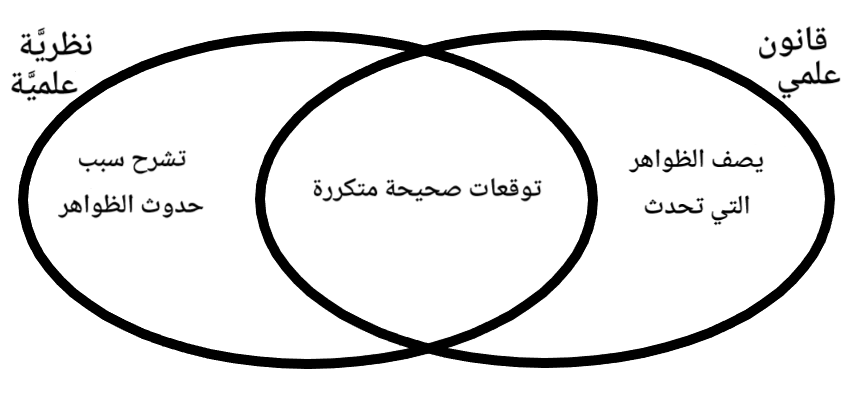
تشرح النظريات العلمية سبب حدوث شيء ما، بينما يصف القانون العلمي ما يحدث.

القوانين العلمية أو قوانين العلوم (بالإنجليزية: Scientific law)، عبارة عن بيانات، تستند إلى تجارب أو ملاحظات متكررة، تصف أو تتنبأ بمجموعة من الظواهر الطبيعية. مصطلح القانون له استخدامات متنوعة في كثير من الحالات (تقريبية، دقيقة، واسعة، أو ضيقة) في جميع مجالات العلوم الطبيعية (الفيزياء، الكيمياء، علم الفلك، علوم الأرض، علم الأحياء). يتم تطوير القوانين من البيانات ويمكن تطويرها من خلال الرياضيات؛ في جميع الحالات تستند بشكل مباشر أو غير مباشر إلى الأدلة التجريبية. من المفهوم عمومًا أنها تعكس ضمنيًا، على الرغم من أنها لا تؤكد صراحة، العلاقات السببية الأساسية للواقع، ويتم اكتشافها بدلاً من اختراعها.
القانون الفيزيائي أو القانون العلمي (أحيانا قانون الطبيعة) هو عبارة عن تعميم علمي يستند إلى رصد وملاحظة تجريبية للسلوك الفيزيائي. تكون هذه القوانين عادة عبارة عن استنتاجات تستند إلى تجارب علمية تمت على مر فترة زمنية طويلة فأصبحت مقبولة بشكل عام ضمن المجتمع العلمي.
هناك محاولات علمية مستمرة إلى تلخيص وصف الطبيعة ضمن مجموعة محدودة من القوانين العلمية، مؤخرا برز اهتمام شديد لوضع مثل هذا الوصف الشامل للطبيعة ضمن نظرية كل شيء.
يحاول القانون العلمي أن يصف تصرف الأجسام الطبيعية التي يفترض أنها تطيع هذه القوانين فطريا، مختلفة بذلك عن مفهوم القانون سواء كان الشرعي الديني أو القانون الوضعي الذي يضعه الإنسان.
تلخص القوانين العلمية نتائج التجارب أو الملاحظات، عادة ضمن نطاق معين من التطبيق. بشكل عام، لا تتغير دقة القانون عند وضع نظرية جديدة للظاهرة ذات الصلة، بل تتغير نطاق تطبيق القانون، لأن الرياضيات أو البيان الذي يمثل القانون لا يتغير. كما هو الحال مع الأنواع الأخرى من المعرفة العلمية، لا تعبر القوانين العلمية عن اليقين المطلق، كما تفعل النظريات الرياضية أو الهويات. قد يتعارض قانون علمي مع الملاحظات المستقبلية أو تقييدها أو تمديدها.
يمكن عادة صياغة القانون على هيئة جملة واحدة أو عدة معادلات أو معادلات، بحيث يمكنه التنبؤ بنتيجة التجربة. تختلف القوانين عن الفرضيات والمسلمات، التي يتم اقتراحها أثناء العملية العلمية قبل وأثناء التحقق من الصحة عن طريق التجربة والملاحظة. الفرضيات والمسلمات ليست قوانين، حيث لم يتم التحقق منها بنفس الدرجة، على الرغم من أنها قد تؤدي إلى صياغة القوانين. القوانين أضيق نطاقًا من النظريات العلمية، والتي قد تستلزم قانونًا واحدًا أو عدة قوانين. يميز العلم القانون أو النظرية عن الحقائق. وصف القانون بأنه حقيقة هو أمر غامض أو مبالغة أو مراوغة. تمت مناقشة طبيعة القوانين العلمية كثيرًا في الفلسفة، ولكن القوانين العلمية في جوهرها هي مجرد استنتاجات تجريبية تم التوصل إليها من خلال المنهج العلمي. لا يُقصد منها أن تكون محملة بالالتزامات الوجودية أو بيانات المطلق المنطقي.

## ملخص
يطبق القانون العلمي دائمًا على نظام مادي في ظل ظروف متكررة، ويعني ضمنيًا أن هناك علاقة سببية تتضمن عناصر النظام. تعتبر البيانات الواقعية والمؤكدة جيدًا مثل «الزئبق سائل عند درجة حرارة وضغط قياسيين» محددة جدًا بحيث لا يمكن تصنيفها كقوانين علمية. المشكلة المركزية في فلسفة العلم، بالعودة إلى ديفيد هيوم، هي مشكلة التمييز بين العلاقات السببية (مثل تلك التي تنص عليها القوانين) من المبادئ التي تنشأ بسبب الاقتران المستمر.
تختلف القوانين عن النظريات العلمية من حيث أنها لا تطرح آلية أو تفسيرًا للظواهر: إنها مجرد تقطير لنتائج الملاحظة المتكررة. على هذا النحو، يقتصر تطبيق القانون على ظروف مشابهة لتلك التي لوحظت بالفعل، وقد يتبين أن القانون غير صحيح عند استقراءه. قانون أوم ينطبق فقط على الشبكات الخطية؛ قانون نيوتن للجاذبية الكونية ينطبق فقط في مجالات الجاذبية الضعيفة؛ القوانين الأولى من الديناميكا الهوائية، مثل مبدأ برنولي لا تنطبق، في حالة تدفق للانضغاط مثلما يحدث في أسرع من الصوت وأسرع من الصوت الرحلة. قانون هوك ينطبق فقط على سلالة أقل من الحد مرونة. ينطبق قانون بويل بدقة كاملة فقط على الغاز المثالي، إلخ. تظل هذه القوانين مفيدة، ولكن فقط في ظل الشروط المحددة التي تنطبق عليها.
تتخذ العديد من القوانين أشكالًا رياضية، وبالتالي يمكن ذكرها كمعادلة؛ على سبيل المثال، يمكن كتابة قانون حفظ الطاقة كـ {\displaystyle \Delta E=0}، أين {\displaystyle E} هو إجمالي كمية الطاقة في الكون. وبالمثل، يمكن كتابة القانون الأول للديناميكا الحرارية كـ {\displaystyle \mathrm {d} U=\delta Q-\delta W\,}، ويمكن كتابة قانون نيوتن الثاني كـ {\displaystyle F=}dp⁄dt . بينما تشرح هذه القوانين العلمية ما تدركه حواسنا، فهي لا تزال تجريبية (مكتسبة عن طريق الملاحظة أو التجربة العلمية) وبالتالي فهي ليست مثل النظريات الرياضية التي يمكن إثباتها من خلال الرياضيات فقط.
مثل النظريات والفرضيات، القوانين تقوم بالتنبؤات. على وجه التحديد، يتوقعون أن الملاحظات الجديدة سوف تتوافق مع القانون المحدد. يمكن تزوير القوانين إذا وجد أنها تتعارض مع البيانات الجديدة.
بعض القوانين هي فقط تقريب لقوانين أخرى أكثر عمومية، وهي تقريبية جيدة مع مجال مقيد للتطبيق. على سبيل المثال، الديناميكيات النيوتونية (التي تستند إلى التحولات الجليلية) هي حد السرعة المنخفضة للنسبية الخاصة (نظرًا لأن التحول الجاليلي هو تقريب منخفض السرعة لتحويل لورينتز). وبالمثل، فإن قانون الجاذبية النيوتونية هو تقريب منخفض الكتلة للنسبية العامة، وقانون كولوم هو تقريب للديناميكا الكهربية الكمية على مسافات كبيرة (مقارنة بمدى التفاعلات الضعيفة). في مثل هذه الحالات، من الشائع استخدام نسخ أبسط وتقريبية للقوانين، بدلاً من القوانين العامة الأكثر دقة.
تخضع القوانين باستمرار للاختبار التجريبي لدرجات متزايدة من الدقة، وهو أحد الأهداف الرئيسية للعلم. حقيقة أن القوانين لم يسبق أن تم انتهاكها لا تمنع اختبارها بدقة متزايدة أو في أنواع جديدة من الظروف لتأكيد ما إذا كانت مستمرة، أو ما إذا كانت تنتهك، وما يمكن اكتشافه في هذه العملية. من الممكن دائمًا إبطال القوانين أو إثبات وجود قيود عليها، من خلال الأدلة التجريبية القابلة للتكرار، في حالة مراعاة أي منها. لقد تم بالفعل إبطال القوانين الراسخة في بعض الحالات الخاصة، لكن الصيغ الجديدة التي تم إنشاؤها لشرح التناقضات تعمم على النسخ الأصلية بدلاً من الإطاحة بها. وهذا يعني أن القوانين المبطلة قد وُجدت على أنها تقديرات تقريبية فقط، حيث يجب إضافة مصطلحات أو عوامل أخرى لتغطية الظروف التي لم يتم احتسابها سابقًا، على سبيل المثال المقاييس الكبيرة جدًا أو الصغيرة جدًا للزمان أو المكان، أو السرعات أو الكتل الهائلة، إلخ. . وبالتالي، بدلاً من المعرفة غير المتغيرة، يُنظر إلى القوانين الفيزيائية بشكل أفضل على أنها سلسلة من التعميمات المحسنة والأكثر دقة.

## الخصائص
عادةً ما تكون القوانين العلمية عبارة عن استنتاجات تستند إلى التجارب والملاحظات العلمية المتكررة على مدار سنوات عديدة والتي أصبحت مقبولة عالميًا في المجتمع العلمي. القانون العلمي «يُستدل عليه من حقائق معينة، وينطبق على مجموعة محددة أو فئة من الظواهر، ويمكن التعبير عنه من خلال بيان أن ظاهرة معينة تحدث دائمًا في حالة وجود ظروف معينة». يعد إنتاج وصف موجز لبيئتنا في شكل مثل هذه القوانين هدفًا أساسيًا للعلم.
تم تحديد العديد من الخصائص العامة للقوانين العلمية، خاصة عند الإشارة إلى القوانين في الفيزياء. القوانين العلمية هي:
- صحيح، على الأقل ضمن نظام صلاحيتها. بحكم التعريف، لم تكن هناك أبدًا ملاحظات متناقضة قابلة للتكرار.
- عالمي. يبدو أنها تنطبق في كل مكان في الكون.[10] :82
- بسيط. يتم التعبير عنها عادة من حيث معادلة رياضية واحدة.
- مطلق. لا يبدو أن شيئًا في الكون يؤثر عليهم.[10] :82
- مستقر. لم تتغير منذ اكتشافها لأول مرة (على الرغم من أنها قد تكون قد ثبت أنها تقريبية لقوانين أكثر دقة)،
- شامل للجميع. يبدو أن كل شيء في الكون يجب أن يمتثل لها (وفقًا للملاحظات).
- عموما متحفظة من الكمية.[11] :59
- غالبًا تعبيرات عن التجانس (التناظرات) الموجودة في المكان والزمان.[11]
- عادةً ما يكون قابلاً للعكس من الناحية النظرية في الوقت (إذا كان غير كمي)، على الرغم من أن الوقت نفسه لا رجوع فيه.[11]
- واسع. في الفيزياء، تشير القوانين حصريًا إلى المجال الواسع للمادة والحركة والطاقة والقوة نفسها، بدلاً من أنظمة أكثر تحديدًا في الكون، مثل الأنظمة الحية، أي آليات الجسم البشري.[12]

يرتبط مصطلح «القانون العلمي» تقليديًا بالعلوم الطبيعية، على الرغم من أن العلوم الاجتماعية تحتوي أيضًا على قوانين. على سبيل المثال، قانون Zipf هو قانون في العلوم الاجتماعية يعتمد على الإحصاء الرياضي. في هذه الحالات، قد تصف القوانين الاتجاهات العامة أو السلوكيات المتوقعة بدلاً من كونها مطلقة.
في العلوم الطبيعية، أصبحت تأكيدات الاستحالة مقبولة على نطاق واسع باعتبارها محتملة إلى حد كبير بدلاً من اعتبارها مثبتة لدرجة أنها غير قابلة للتحدي. أساس هذا القبول القوي هو مزيج من الأدلة الشاملة على أن شيئًا ما لا يحدث، جنبًا إلى جنب مع نظرية أساسية، ناجحة جدًا في صنع التنبؤات، والتي تؤدي افتراضاتها منطقيًا إلى استنتاج أن شيئًا ما مستحيل. في حين أن تأكيد استحالة العلوم الطبيعية لا يمكن أبدًا إثباته تمامًا، إلا أنه يمكن دحضه بملاحظة مثال مضاد واحد. يتطلب مثل هذا المثال المضاد إعادة فحص الافتراضات التي تقوم عليها النظرية التي تضمنت الاستحالة.
بعض الأمثلة على المستحيلات المقبولة على نطاق واسع في الفيزياء هي آلات الحركة الدائمة، التي تنتهك قانون الحفاظ على الطاقة، وتتجاوز سرعة الضوء، والتي تنتهك الآثار المترتبة على النسبية الخاصة، مبدأ عدم اليقين لميكانيكا الكم، الذي يؤكد استحالة المعرفة في وقت واحد كل من موضع الجسيم وزخمه، ونظرية بيل: لا يمكن لأي نظرية فيزيائية للمتغيرات المخفية المحلية أن تعيد إنتاج كل تنبؤات ميكانيكا الكم.

## القوانين نتيجة للتماثلات الرياضية
تعكس بعض القوانين التناظرات الرياضية الموجودة في الطبيعة (على سبيل المثال، يعكس مبدأ استبعاد باولي هوية الإلكترونات، وتعكس قوانين الحفظ تجانس المكان والزمان وتعكس تحويلات لورينتز التناظر الدوراني للزمكان). العديد من القوانين الفيزيائية الأساسية هي عواقب رياضية لتماثلات مختلفة في المكان والزمان أو جوانب أخرى من الطبيعة. على وجه التحديد، تربط نظرية نويثر بعض قوانين الحفظ بتماثلات معينة. على سبيل المثال، الحفاظ على الطاقة هو نتيجة لتناظر التحول للوقت (لا توجد لحظة من الزمن تختلف عن أي لحظة أخرى)، في حين أن الحفاظ على الزخم هو نتيجة لتماثل (تجانس) الفضاء (لا يوجد مكان في الفضاء خاص، أو تختلف عن أي دولة أخرى). ينتج عن عدم القدرة على التمييز بين جميع الجسيمات من كل نوع أساسي (على سبيل المثال، الإلكترونات، أو الفوتونات) إحصائيات ديراك وبوز الكمومية والتي بدورها تؤدي إلى مبدأ استبعاد باولي للفرميونات وفي تكثيف بوز آينشتاين للبوزونات. التناظر الدوراني بين محاور إحداثيات الزمان والمكان (عندما يتم اعتبار أحدهما تخيليًا والآخر حقيقيًا) ينتج عنه تحولات لورينتز والتي بدورها تؤدي إلى نظرية النسبية الخاصة. ينتج عن التناسق بين كتلة القصور الذاتي وكتلة الجاذبية النسبية العامة.
قانون التربيع العكسي للتفاعلات بوساطة بوزونات عديمة الكتلة هو النتيجة الرياضية للأبعاد الثلاثة للفضاء.
تتمثل إحدى الإستراتيجيات في البحث عن قوانين الطبيعة الأساسية في البحث عن مجموعة التناظر الرياضي الأكثر عمومية التي يمكن تطبيقها على التفاعلات الأساسية.

## قوانين الفيزياء

### قوانين الحفظ

#### الحفظ والتماثل
قوانين الحفظ هي قوانين أساسية تنبع من تجانس المكان والزمان والمرحلة، أي التناظر .
- نظرية نويثر: أي كمية لها تناظر تفاضل مستمر في الفعل لها قانون حفظ مرتبط.
- كان قانون حفظ الكتلة هو أول قانون من هذا النوع يتم فهمه، لأن معظم العمليات الفيزيائية العيانية التي تنطوي على الكتل، على سبيل المثال تصادم الجسيمات الضخمة أو تدفق السوائل، توفر الاعتقاد الواضح بأن الكتلة محفوظة. لوحظ أن الحفظ الشامل يكون صحيحًا لجميع التفاعلات الكيميائية. بشكل عام، هذا تقريبي فقط، لأنه مع ظهور النسبية والتجارب في الفيزياء النووية والفيزياء الجسيمية: يمكن تحويل الكتلة إلى طاقة والعكس صحيح، لذلك لا يتم الحفاظ على الكتلة دائمًا، ولكنها جزء من الحفظ العام لكتلة الطاقة.
- يمكن العثور على حفظ الطاقة والزخم والزخم الزاوي للأنظمة المعزولة على أنها تماثلات في الوقت والترجمة والدوران.
- تم تحقيق حفظ الشحنة أيضًا نظرًا لأنه لم يتم ملاحظة إنشاء الشحنة أو إتلافها مطلقًا، وتم العثور عليها فقط للانتقال من مكان إلى آخر.

#### الاستمرارية والتحويل
يمكن التعبير عن قوانين الحفظ باستخدام معادلة الاستمرارية العامة (لكمية محفوظة) يمكن كتابتها في شكل تفاضلي على النحو التالي:
{\displaystyle {\frac {\partial \rho }{\partial t}}=-\nabla \cdot \mathbf {J} }
حيث ρ هي بعض الكمية لكل وحدة حجم، J هي تدفق تلك الكمية (التغير في الكمية لكل وحدة زمنية لكل وحدة مساحة). حدسيًا، الاختلاف (المشار إليه ∇ •) لحقل متجه هو مقياس لتباعد التدفق شعاعيًا للخارج من نقطة ما، وبالتالي فإن السالب هو الكمية التي تتراكم عند نقطة ما، ومن ثم يجب أن يكون معدل تغير الكثافة في منطقة من الفضاء يكون مقدار التدفق الذي يترك أو يتجمع في بعض المناطق (انظر المقال الرئيسي للحصول على التفاصيل). في الجدول أدناه، يتم جمع التدفقات، والتدفقات للكميات المادية المختلفة في النقل، ومعادلات الاستمرارية المرتبطة بها، للمقارنة.
| الفيزياء، الكمية المحفوظة          | المعادلة                                                                                |
| ---------------------------------- | --------------------------------------------------------------------------------------- |
| الديناميكا المائية والسوائل        | {\displaystyle {\frac {\partial \rho }{\partial t}}=-\nabla \cdot (\rho \mathbf {u} )}  |
| الكهرومغناطيسية والشحنة الكهربائية | {\displaystyle {\frac {\partial \rho }{\partial t}}=-\nabla \cdot \mathbf {J} }         |
| الديناميكا الحرارية والطاقة        | {\displaystyle {\frac {\partial u}{\partial t}}=-\nabla \cdot \mathbf {q} }             |
| ميكانيكا الكم ، الاحتمالات         | {\displaystyle {\frac {\partial \|\Psi \|^{2}}{\partial t}}=-\nabla \cdot \mathbf {j} } |

المعادلات الأكثر عمومية هي معادلة الحمل الحراري ومعادلة النقل بولتزمان، والتي لها جذورها في معادلة الاستمرارية.

### قوانين الميكانيكا الكلاسيكية

#### مبدأ العمل الأقل
يمكن اشتقاق الميكانيكا الكلاسيكية، بما في ذلك قوانين نيوتن ومعادلات لاغرانج ومعادلات هاملتون وما إلى ذلك، من المبدأ التالي:
{\displaystyle \delta {\mathcal {S}}=\delta \int _{t_{1}}^{t_{2}}L(\mathbf {q} ,\mathbf {\dot {q}} ,t)dt=0}
أين {\displaystyle {\mathcal {S}}} هو العمل تكامل لاغرانج
{\displaystyle L(\mathbf {q} ,\mathbf {\dot {q}} ,t)=T(\mathbf {\dot {q}} ,t)-V(\mathbf {q} ,\mathbf {\dot {q}} ,t)}
من النظام الفيزيائي بين مرتين t 1 و t 2 . الطاقة الحركية للنظام هي T (دالة لمعدل التغيير في تكوين النظام)، والطاقة الكامنة هي V (دالة التكوين ومعدل التغيير). يتم تحديد تكوين النظام الذي يحتوي على درجات N من الحرية من خلال الإحداثيات المعممة q = (q 1، q 2... q N).
هناك عزم معمم مترافق مع هذه الإحداثيات، ص = (ص 1، ص 2... ص ن)، حيث:
{\displaystyle p_{i}={\frac {\partial L}{\partial {\dot {q}}_{i}}}}
يحتوي كل من الإجراء ولاغرانج على ديناميكيات النظام في جميع الأوقات. يشير مصطلح «المسار» ببساطة إلى منحنى يتتبعه النظام من حيث الإحداثيات المعممة في مساحة التكوين، أي المنحنى q (t)، المحدد بواسطة الوقت (انظر أيضًا المعادلة البارامترية لهذا المفهوم).
العمل هو وظيفي وليس وظيفة، لأنه يعتمد على لاغرانج، واغرانج يعتمد على ف المسار (ر)، وذلك يعتمد العمل على كامل «شكل» من مسار لجميع الأوقات (في فاصل زمني من ر 1 إلى ر 2). بين لحظتين من الزمن، هناك عدد لا نهائي من المسارات، ولكن المسار الصحيح هو المسار الذي يكون فيه الإجراء ثابتًا (من الدرجة الأولى). القيمة الثابتة للسلسلة الكاملة لقيم لاغرانج المقابلة لمسار ما، وليس قيمة واحدة فقط من لاغرانج، مطلوبة (بمعنى آخر، ليس الأمر بسيطًا مثل «تمييز دالة وضبطها على الصفر، ثم حل المعادلات إلى أوجد نقاط الحد الأقصى والحد الأدنى وما إلى ذلك»، بدلاً من تطبيق هذه الفكرة على«شكل» الوظيفة بالكامل، راجع حساب التباينات لمزيد من التفاصيل حول هذا الإجراء).
الملاحظة L ليست إجمالي الطاقة E للنظام بسبب الاختلاف، وليس المجموع:
{\displaystyle E=T+V}
الأساليب العامة التالية للميكانيكا الكلاسيكية أدناه بترتيب التأسيس. إنها صيغ متكافئة. يشيع استخدام نيوتن بسبب البساطة، لكن معادلات هاملتون ولاجرانج أكثر عمومية، ويمكن أن يمتد مداها إلى فروع الفيزياء الأخرى مع التعديلات المناسبة.
| قوانين الحركة | قوانين الحركة |
| --- | --- |
| {\displaystyle {\mathcal {S}}=\int _{t_{1}}^{t_{2}}L\,\mathrm {d} t\,\!} | |
| معادلات أويلر-لاغرانج هي : {\displaystyle {\frac {\mathrm {d} }{\mathrm {d} t}}\left({\frac {\partial L}{\partial {\dot {q}}_{i}}}\right)={\frac {\partial L}{\partial q_{i}}}} باستخدام تعريف الزخم المعمم، هناك التناظر: {\displaystyle p_{i}={\frac {\partial L}{\partial {\dot {q}}_{i}}}\quad {\dot {p}}_{i}={\frac {\partial L}{\partial {q}_{i}}}} | معادلات هاملتون {\displaystyle {\dfrac {\partial \mathbf {p} }{\partial t}}=-{\dfrac {\partial H}{\partial \mathbf {q} }}}{\displaystyle {\dfrac {\partial \mathbf {q} }{\partial t}}={\dfrac {\partial H}{\partial \mathbf {p} }}} ال هاميلتوني كدالة للإحداثيات والعزم المعمم له الشكل العام: {\displaystyle H(\mathbf {q} ,\mathbf {p} ,t)=\mathbf {p} \cdot \mathbf {\dot {q}} -L} |
| معادلات أويلر-لاغرانج هي : {\displaystyle {\frac {\mathrm {d} }{\mathrm {d} t}}\left({\frac {\partial L}{\partial {\dot {q}}_{i}}}\right)={\frac {\partial L}{\partial q_{i}}}} باستخدام تعريف الزخم المعمم، هناك التناظر: {\displaystyle p_{i}={\frac {\partial L}{\partial {\dot {q}}_{i}}}\quad {\dot {p}}_{i}={\frac {\partial L}{\partial {q}_{i}}}} | معادلة هاملتون - جاكوبي {\displaystyle H\left(\mathbf {q} ,{\frac {\partial S}{\partial \mathbf {q} }},t\right)=-{\frac {\partial S}{\partial t}}} |
| قوانين نيوتن قوانين نيوتن للحركة إنها حلول محدودة للنسبية. الصياغات البديلة لميكانيكا نيوتن هي ميكانيكا لاغرانج وهاملتونيان. يمكن تلخيص القوانين من خلال معادلتين (حيث أن الأولى هي حالة خاصة من الثانية، صفر الناتج من التسارع): {\displaystyle \mathbf {F} ={\frac {\mathrm {d} \mathbf {p} }{\mathrm {d} t}},\quad \mathbf {F} _{ij}=-\mathbf {F} _{ji}} حيث p = زخم الجسم، Fij = القوة على الجسم i بواسطة الجسم j، Fji = القوة المؤثرة على الجسم j بواسطة الجسم i. بالنسبة للنظام الديناميكي، تتحد المعادلتان (بشكل فعال) في واحدة: {\displaystyle {\frac {\mathrm {d} \mathbf {p} _{\mathrm {i} }}{\mathrm {d} t}}=\mathbf {F} _{E}+\sum _{\mathrm {i} \neq \mathrm {j} }\mathbf {F} _{\mathrm {ij} }\,\!} حيث FE = القوة الخارجية الناتجة (بسبب أي عامل ليس جزءًا من النظام). الجسد أنا لا يمارس قوة على نفسه. | |

مما سبق، يمكن اشتقاق أي معادلة للحركة في الميكانيكا الكلاسيكية.
النتائج الطبيعية في الميكانيكا:
- قوانين أويلر للحركة.
- معادلات أويلر (ديناميكيات الجسم الصلبة).

النتائج الطبيعية في ميكانيكا الموائع:
يمكن اشتقاق المعادلات التي تصف تدفق السوائل في مواقف مختلفة، باستخدام معادلات الحركة الكلاسيكية المذكورة أعلاه وغالبًا ما يتم الحفاظ على الكتلة والطاقة والزخم. تتبع بعض الأمثلة الأولية.
- مبدأ أرخميدس.
- مبدأ برنولي.
- قانون هاجن-بوازوي.
- قانون ستوكس.
- معادلات نافيير-ستوكس.
- قانون الفاكس.

### قوانين الجاذبية والنسبية
تم العثور على بعض من أكثر قوانين الطبيعة شهرة في نظريات إسحاق نيوتن عن الميكانيكا الكلاسيكية (الآن) والمقدمة في كتابه الأصول الرياضية للفلسفة الطبيعية وفي نظرية النسبية لألبرت أينشتاين.

#### القوانين الحديثة

##### النسبية الخاصة
إن مسلمات النسبية الخاصة ليست «قوانين» في حد ذاتها، ولكنها افتراضات من طبيعتها من حيث الحركة النسبية .
غالبًا ما يُذكر اثنان على أنهما «قوانين الفيزياء هي نفسها في جميع الإطارات بالقصور الذاتي» و «سرعة الضوء ثابتة». ومع ذلك، فإن الثانية زائدة عن الحاجة، حيث يتم التنبؤ بسرعة الضوء من خلال معادلات ماكسويل. أساسا هناك واحد فقط.
تؤدي الفرضية المذكورة إلى تحولات لورنتز - قانون التحول بين إطارين من المراجع يتحركان بالنسبة لبعضهما البعض. لأي 4 ناقلات
{\displaystyle A'=\Lambda A}
هذا يحل محل قانون التحول الجليل من الميكانيكا الكلاسيكية. تقلل تحويلات لورينتز إلى التحولات الجليل لسرعات منخفضة أقل بكثير من سرعة الضوء ج .
مقادير 4 نواقل هي ثوابت - ليست «محفوظة»، ولكن نفس الشيء بالنسبة لجميع الإطارات بالقصور الذاتي (أي أن كل مراقب في إطار بالقصور الذاتي سوف يوافق على نفس القيمة)، خاصة إذا كان A هو الزخم الأربعة، يمكن للحجم اشتق المعادلة الثابتة الشهيرة لحفظ طاقة الكتلة والزخم (انظر الكتلة الثابتة):
{\displaystyle E^{2}=(pc)^{2}+(mc^{2})^{2}}
حيث (الأكثر شهرة) تكافؤ الكتلة والطاقة E = mc 2 هو حالة خاصة.

##### النسبية العامة
تخضع النسبية العامة لمعادلات مجال أينشتاين، التي تصف انحناء الزمكان بسبب الكتلة والطاقة المكافئة لحقل الجاذبية. حل معادلة هندسة الفضاء الملتوية بسبب توزيع الكتلة يعطي موتر متري. باستخدام المعادلة الجيوديسية، يمكن حساب حركة الكتل الواقعة على طول الجيوديسيا.

##### الجاذبية المغناطيسية
في الزمكان المسطح نسبيًا بسبب حقول الجاذبية الضعيفة، يمكن العثور على نظائر الجاذبية لمعادلات ماكسويل ؛ معادلات GEM لوصف مجال مغناطيسي مماثل للجاذبية. لقد تم تأسيسها جيدًا من خلال النظرية، وتشكل الاختبارات التجريبية بحثًا مستمرًا.
| معادلات مجال أينشتاين (EFE): {\displaystyle R_{\mu \nu }+\left(\Lambda -{\frac {R}{2}}\right)g_{\mu \nu }={\frac {8\pi G}{c^{4}}}T_{\mu \nu }\,\!} حيث Λ = ثابت كوني ، Rμν = موتر انحناء ريتشي ، Tμν = موتر الإجهاد - الطاقة ، g = موتر متري | المعادلة الجيوديسية: {\displaystyle {\frac {{\rm {d}}^{2}x^{\lambda }}{{md}t^{2}}}+\Gamma _{\mu u}^{\lambda }rac{{md}x^{\mu }}{{md}t}rac{{md}x^{u}}{{md}t}=0\ ,} حيث Γ هو رمز كريستوفل من النوع الثاني ، يحتوي على المقياس. |
| معادلات GEM إذا كان g مجال الجاذبية و H مجال الجاذبية المغناطيسية ، فإن الحلول في هذه الحدود هي: {\displaystyle abla\cdot \mathbf {g} =-4\pi Gho\,\!} {\displaystyle abla\cdot \mathbf {H} =\mathbf {0} \,\!} {\displaystyle ablaimes\mathbf {g} =-rac{\partial \mathbf {H} }{\partial t}\,\!} {\displaystyle \nabla \times \mathbf {H} ={\frac {4}{c^{2}}}\left(-4\pi G\mathbf {J} +{\frac {\partial \mathbf {g} }{\partial t}}\right)\,\!} حيث ρ هي كثافة الكتلة و J هي كثافة تيار الكتلة أو تدفق الكتلة. | |
| بالإضافة إلى قوة الجاذبية المغناطيسية لورنتز: {\displaystyle \mathbf {F} =\gamma (\mathbf {v} )m\left(\mathbf {g} +\mathbf {v} \times \mathbf {H} \right)} أين م هي الكتلة المتبقية للجسيم وهي عامل لورنتز. | |

##### القوانين الكلاسيكية
قوانين كبلر، على الرغم من اكتشافها في الأصل من ملاحظات الكواكب (أيضًا بسبب تيخو براهي)، فهي صحيحة لأي قوى مركزية.
| قانون نيوتن للجاذبية الكونية: للكتل ذات نقطتين: {\displaystyle \mathbf {F} ={\frac {Gm_{1}m_{2}}{\left\|\mathbf {r} \right\|^{2}}}\mathbf {\hat {r}} \,\!} لتوزيع كتلة غير منتظم لكثافة الكتلة المحلية ρ (r) لجسم الحجم الخامس ، يصبح هذا: {\displaystyle \mathbf {g} =G\int _{V}{\frac {\mathbf {r} \rho \mathrm {d} {V}}{\left\|\mathbf {r} \right\|^{3}}}\,\!} | قانون جاوس للجاذبية: بيان مكافئ لقانون نيوتن هو: {\displaystyle \nabla \cdot \mathbf {g} =4\pi G\rho \,\!} |
| قانون كبلر الأول: تتحرك الكواكب في شكل بيضاوي مع التركيز على النجم {\displaystyle r={\frac {l}{1+e\cos \theta }}\,\!} عندما {\displaystyle e={\sqrt {1-(b/a)^{2}}}} هو الانحراف المركزي للمدار الإهليلجي ، للمحور شبه الرئيسي أ والمحور شبه الصغير ب ، ول هو المستقيم شبه العريض. هذه المعادلة بحد ذاتها ليست شيئًا أساسيًا ماديًا ؛ ببساطة المعادلة القطبية للقطع الناقص حيث يتم وضع القطب (أصل نظام الإحداثيات القطبية) عند بؤرة القطع الناقص ، حيث يوجد النجم المداري. | |
| قانون كبلر الثاني: يتم مسح المساحات المتساوية في أوقات متساوية (منطقة يحدها مسافتان شعاعيان ومحيط مدار): {\displaystyle {\frac {\mathrm {d} A}{\mathrm {d} t}}={\frac {\left\|\mathbf {L} \right\|}{2m}}\,\!} حيث L هو الزخم الزاوي المداري للجسيم (أي كوكب) من الكتلة م حول بؤرة المدار ، | |
| قانون كبلر الثالث: يتناسب مربع الفترة الزمنية المدارية T مع مكعب المحور شبه الرئيسي أ: {\displaystyle T^{2}={\frac {4\pi ^{2}}{G\left(m+M\right)}}a^{3}\,\!} حيث M هي كتلة الجسم المركزي (أي النجم). | |

### الديناميكا الحرارية
| قوانين الديناميكا الحرارية | قوانين الديناميكا الحرارية |
| --- | --- |
| القانون الأول للديناميكا الحرارية: التغيير في الطاقة الداخلية dU في نظام مغلق يتم حسابه بالكامل بواسطة الحرارة δQ التي يمتصها النظام والعمل δW الذي يقوم به النظام: {\displaystyle \mathrm {d} U=\delta Q-\delta W\,} القانون الثاني للديناميكا الحرارية: هناك العديد من عبارات هذا القانون ، ولعل أبسطها هو "إنتروبيا الأنظمة المعزولة لا تتناقص أبدًا" {\displaystyle \Delta S\geq 0} بمعنى أن التغييرات القابلة للعكس ليس لها أي تغيير في الإنتروبيا ، والعملية غير القابلة للعكس إيجابية ، والعملية المستحيلة سلبية. | القانون الصفري للديناميكا الحرارية: إذا كان نظامان في حالة توازن حراري مع نظام ثالث ، فإنهما في حالة توازن حراري مع بعضهما البعض. {\displaystyle T_{A}=T_{B}\,,T_{B}=T_{C}\Rightarrow T_{A}=T_{C}\,\!} القانون الثالث للديناميكا الحرارية:: عندما تقترب درجة حرارة نظام ما من الصفر المطلق ، تقترب الإنتروبيا S من القيمة الدنيا C: مثل T → 0، S → C. |
| بالنسبة للأنظمة المتجانسة ، يمكن دمج القانون الأول والثاني في العلاقة الديناميكية الحرارية الأساسية:: {\displaystyle \mathrm {d} U=T\mathrm {d} S-P\mathrm {d} V+\sum _{i}\mu _{i}\mathrm {d} N_{i}\,\!} | القانون الصفري للديناميكا الحرارية: إذا كان نظامان في حالة توازن حراري مع نظام ثالث ، فإنهما في حالة توازن حراري مع بعضهما البعض. {\displaystyle T_{A}=T_{B}\,,T_{B}=T_{C}\Rightarrow T_{A}=T_{C}\,\!} القانون الثالث للديناميكا الحرارية:: عندما تقترب درجة حرارة نظام ما من الصفر المطلق ، تقترب الإنتروبيا S من القيمة الدنيا C: مثل T → 0، S → C. |
| العلاقات المتبادلة أونسيجر: تسمى أحيانًا القانون الرابع للديناميكا الحرارية {\displaystyle \mathbf {J} _{u}=L_{uu}\,\nabla (1/T)-L_{ur}\,\nabla (m/T)\!}; {\displaystyle \mathbf {J} _{r}=L_{ru}\,\nabla (1/T)-L_{rr}\,\nabla (m/T)\!}. | |

- قانون نيوتن للتبريد.
- قانون فوريير.
- قانون الغاز المثالي، يجمع بين عدد من قوانين الغاز المطورة بشكل منفصل ؛
  - قانون بويل.
  - قانون تشارلز.
  - قانون جاي لوساك.
  - قانون أفوجادرو، في واحد.

الآن تم تحسينه بواسطة معادلات الحالة الأخرى.
- قانون دالتون (للضغوط الجزئية).
- معادلة بولتزمان.
- نظرية كارنو.
- قانون كوب.

### الكهرطيسية
تعطي معادلات ماكسويل التطور الزمني للمجالات الكهربائية والمغناطيسية بسبب الشحنة الكهربائية وتوزيعات التيار. بالنظر إلى الحقول، فإن قانون قوة لورنتز هو معادلة الحركة للشحنات في الحقول.
| معادلات ماكسويل قانون غاوس للكهرباء {\displaystyle \nabla \cdot \mathbf {E} ={\frac {\rho }{\varepsilon _{0}}}} قانون جاوس للمغناطيسية {\displaystyle \nabla \cdot \mathbf {B} =0} قانون فاراداي {\displaystyle \nabla \times \mathbf {E} =-{\frac {\partial \mathbf {B} }{\partial t}}} قانون أمبير الدائري (مع تصحيح ماكسويل) {\displaystyle \nabla \times \mathbf {B} =\mu _{0}\mathbf {J} +{\frac {1}{c^{2}}}{\frac {\partial \mathbf {E} }{\partial t}}\ } | قانون قوة لورنتز: {\displaystyle \mathbf {F} =q\left(\mathbf {E} +\mathbf {v} \times \mathbf {B} \right)} |
| الديناميكا الكهربية الكمية (QED): معادلات ماكسويل صحيحة بشكل عام ومتسقة مع النسبية - لكنها لا تتنبأ ببعض الظواهر الكمية المرصودة (مثل انتشار الضوء كموجات كهرومغناطيسية ، بدلاً من الفوتونات ، انظر معادلات ماكسويل للحصول على التفاصيل). تم تعديلها في نظرية الديناميكا الكهربية الكمية. | |

يمكن تعديل هذه المعادلات لتشمل أحادي القطب المغناطيسي، وتتوافق مع ملاحظاتنا للأقطاب أحادية القطب سواء الموجودة أو غير الموجودة ؛ إذا لم تكن موجودة، فإن المعادلات المعممة تختزل إلى المعادلات أعلاه، وإذا كانت موجودة، تصبح المعادلات متماثلة تمامًا في الشحنات الكهربائية والمغناطيسية والتيارات. في الواقع، هناك تحول مزدوج حيث يمكن «تدوير الشحنات الكهربائية والمغناطيسية إلى بعضها البعض»، مع استمرار إرضاء معادلات ماكسويل.

#### قوانين ما قبل ماكسويل
تم العثور على هذه القوانين قبل صياغة معادلات ماكسويل. إنها ليست أساسية، حيث يمكن اشتقاقها من معادلات ماكسويل. يمكن العثور على قانون كولوم من قانون جاوس (الشكل الكهروستاتيكي) ويمكن استنتاج قانون بيوت سافارت من قانون أمبير (شكل مغناطيسي). يمكن دمج قانون لينز وقانون فاراداي في معادلة ماكسويل فاراداي. ومع ذلك، فهي لا تزال فعالة جدًا في العمليات الحسابية البسيطة.
- قانون لينز.
- قانون كولوم.
- قانون بيوت - سافارت.

#### قوانين أخرى
- قانون أوم.
- قوانين كيرشوف.
- قانون الجول.

### الضوئيات
كلاسيكياً، تعتمد البصريات على مبدأ متغير: ينتقل الضوء من نقطة في الفضاء إلى أخرى في أقصر وقت.
- مبدأ فيرما.

في علم البصريات الهندسية، تستند القوانين إلى تقديرات الهندسة الإقليدية (مثل التقريب شبه المحوري).
- قانون التفكير.
- قانون الانكسار، قانون سنيل.

في علم البصريات الفيزيائية، تستند القوانين إلى الخصائص الفيزيائية للمواد.
- زاوية بروستر.
- قانون مالوس.
- قانون بير لامبرت.

في الواقع، تكون الخصائص البصرية للمادة أكثر تعقيدًا وتتطلب ميكانيكا الكم.

### قوانين ميكانيكا الكم
ميكانيكا الكم لها جذورها في المسلَّمات. يؤدي هذا إلى نتائج لا يطلق عليها عادة «قوانين»، ولكنها تحمل نفس المكانة، حيث أن كل ميكانيكا الكم تتبعها.
أحد الافتراضات أن الجسيم (أو نظام من العديد من الجسيمات) موصوف بواسطة دالة موجية، وهذا يرضي معادلة الموجة الكمية: وهي معادلة شرودنغر (التي يمكن كتابتها على أنها معادلة موجية غير نسبية، أو معادلة موجية نسبية). يتنبأ حل معادلة الموجة بالتطور الزمني لسلوك النظام، على غرار حل قوانين نيوتن في الميكانيكا الكلاسيكية.
المسلمات الأخرى تغير فكرة المراقبات المادية ؛ باستخدام عوامل الكم. لا يمكن إجراء بعض القياسات في نفس الوقت (مبادئ عدم اليقين)، لا يمكن تمييز الجسيمات بشكل أساسي. فرضية أخرى مع افتراض انهيار الدالة الموجية، يتعارض مع الفكرة المعتادة للقياس في العلم.
| ميكانيكا الكم ، نظرية المجال الكمي: معادلة شرودنجر (الشكل العام): تصف الاعتماد الزمني لنظام ميكانيكي الكم. {\displaystyle i\hbar {\frac {d}{dt}}\left\|\psi \right\rangle ={\hat {H}}\left\|\psi \right\rangle } هاميلتوني (في ميكانيكا الكم) H هو عامل مساعد ذاتي يعمل على فضاء الدولة ، (انظر تدوين ديراك) هو متجه الحالة الكمومية اللحظية في الوقت t ، الموضع r ، i هو الرقم التخيلي للوحدة ، ħ = h / 2π هو ثابت بلانك المختزل.                                                                                      | ازدواجية موجة - جسيم قانون بلانك-أينشتاين: تتناسب طاقة الفوتونات مع تردد الضوء (الثابت هو ثابت بلانك ، h). {\displaystyle E=h\nu =\hbar \omega } الطول الموجي لـ دي بروجلي: وضع هذا أسس ازدواجية الموجة والجسيم ، وكان المفهوم الرئيسي في معادلة شرودنغر ، {\displaystyle \mathbf {p} ={\frac {h}{\lambda }}\mathbf {\hat {k}} =\hbar \mathbf {k} } مبدأ عدم اليقين في هايزنبرج: عدم اليقين في الموقع مضروبًا في عدم اليقين في الزخم هو على الأقل نصف ثابت بلانك المنخفض ، وبالمثل بالنسبة للوقت والطاقة ؛ {\displaystyle \Delta x\Delta p\geq {\frac {\hbar }{2}},\,\Delta E\Delta t\geq {\frac {\hbar }{2}}} يمكن تعميم مبدأ عدم اليقين على أي زوج من الملاحظات - انظر المقال الرئيسي. |
| ميكانيكا الموجة معادلة شرودنجر (الشكل الأصلي): {\displaystyle i\hbar {\frac {\partial }{\partial t}}\psi =-{\frac {\hbar ^{2}}{2m}}\nabla ^{2}\psi +V\psi } | ازدواجية موجة - جسيم قانون بلانك-أينشتاين: تتناسب طاقة الفوتونات مع تردد الضوء (الثابت هو ثابت بلانك ، h). {\displaystyle E=h\nu =\hbar \omega } الطول الموجي لـ دي بروجلي: وضع هذا أسس ازدواجية الموجة والجسيم ، وكان المفهوم الرئيسي في معادلة شرودنغر ، {\displaystyle \mathbf {p} ={\frac {h}{\lambda }}\mathbf {\hat {k}} =\hbar \mathbf {k} } مبدأ عدم اليقين في هايزنبرج: عدم اليقين في الموقع مضروبًا في عدم اليقين في الزخم هو على الأقل نصف ثابت بلانك المنخفض ، وبالمثل بالنسبة للوقت والطاقة ؛ {\displaystyle \Delta x\Delta p\geq {\frac {\hbar }{2}},\,\Delta E\Delta t\geq {\frac {\hbar }{2}}} يمكن تعميم مبدأ عدم اليقين على أي زوج من الملاحظات - انظر المقال الرئيسي. |
| مبدأ استبعاد باولي: لا يمكن لاثنين من الفرميونات المتماثلة أن تشغل نفس الحالة الكمية (يمكن للبوزونات). رياضياً ، إذا تم تبادل جسيمين ، فإن الدالات الموجية الفرميونية تكون معاكسة للتماثل ، بينما تكون الدوال الموجية البوزونية متماثلة: {\displaystyle \psi (\cdots \mathbf {r} _{i}\cdots \mathbf {r} _{j}\cdots )=(-1)^{2s}\psi (\cdots \mathbf {r} _{j}\cdots \mathbf {r} _{i}\cdots )} حيث ri هو موضع الجسيم i و s هو دوران الجسيم. لا توجد وسيلة لتتبع الجسيمات ماديًا ، فالملصقات تستخدم رياضيًا فقط لمنع الارتباك. | |

### قوانين الإشعاع
بتطبيق الكهرومغناطيسية والديناميكا الحرارية وميكانيكا الكم على الذرات والجزيئات، فإن بعض قوانين الإشعاع الكهرومغناطيسي والضوء هي كما يلي.
- قانون ستيفان بولتزمان.
- قانون بلانك لإشعاع الجسم الأسود.
- قانون النزوح في فيينا.
- قانون الاضمحلال المشع.

## قوانين الكيمياء
القوانين الكيميائية هي قوانين الطبيعة المتعلقة بالكيمياء. من الناحية التاريخية، أدت الملاحظات إلى العديد من القوانين التجريبية، على الرغم من أنه من المعروف الآن أن الكيمياء لها أسسها في ميكانيكا الكم.

### تحليل كمي
المفهوم الأساسي في الكيمياء هو قانون الحفاظ على الكتلة، والذي ينص على عدم وجود تغيير يمكن اكتشافه في كمية المادة أثناء تفاعل كيميائي عادي. تظهر الفيزياء الحديثة أن الطاقة هي التي يتم حفظها بالفعل، وأن الطاقة والكتلة مرتبطان؛ وهو مفهوم يصبح مهمًا في الكيمياء النووية. يؤدي حفظ الطاقة إلى المفاهيم المهمة للتوازن والديناميكا الحرارية والحركية.
قوانين إضافية للكيمياء توضح بالتفصيل قانون حفظ الكتلة. ينص قانون جوزيف بروست للتكوين المحدد على أن المواد الكيميائية النقية تتكون من عناصر في صيغة محددة ؛ نحن نعلم الآن أن الترتيب الهيكلي لهذه العناصر مهم أيضًا.
ينص قانون دالتون ذو النسب المتعددة على أن هذه المواد الكيميائية ستقدم نفسها بنسب هي أعداد صحيحة صغيرة ؛ على الرغم من أنه في العديد من الأنظمة (لا سيما الجزيئات الحيوية والمعادن) تميل النسب إلى طلب أعداد كبيرة، وغالبًا ما يتم تمثيلها ككسر.
قانون التركيب المحدد وقانون النسب المتعددة هما أول قانونين من القوانين الثلاثة لقياس العناصر الكيميائية، وهي النسب التي تتحد بها العناصر الكيميائية لتكوين مركبات كيميائية. القانون الثالث لقياس العناصر الكيميائية هو قانون النسب المتبادلة، والذي يوفر الأساس لإنشاء أوزان مكافئة لكل عنصر كيميائي. يمكن بعد ذلك استخدام الأوزان المكافئة للعناصر لاشتقاق الأوزان الذرية لكل عنصر.
تحدد قوانين الكيمياء الأكثر حداثة العلاقة بين الطاقة وتحولاتها.

### حركية التفاعلوالتوازن
- في حالة التوازن، توجد الجزيئات في خليط تحدده التحولات الممكنة على مقياس الزمن للتوازن، وتكون بنسبة محددة بواسطة الطاقة الجوهرية للجزيئات - فكلما انخفضت الطاقة الجوهرية، زادت وفرة الجزيء. مبدأ انزياح التوازن على أن النظام يعارض التغييرات في الظروف من حالات التوازن، أي أن هناك معارضة لتغيير حالة تفاعل التوازن.
- يتطلب تحويل هيكل إلى آخر إدخال الطاقة لعبور حاجز الطاقة ؛ يمكن أن يأتي هذا من الطاقة الذاتية للجزيئات نفسها، أو من مصدر خارجي من شأنه أن يسرع التحولات بشكل عام. كلما زاد حاجز الطاقة، حدث التحول بشكل أبطأ.
- هناك بنية وسيطة أو انتقالية افتراضية تتوافق مع الهيكل الموجود أعلى حاجز الطاقة. تنص فرضية و مسلمة هاموند على أن هذا الهيكل يشبه إلى حد كبير المنتج أو مادة البداية التي لها طاقة داخلية أقرب إلى طاقة حاجز الطاقة. يعد تثبيت هذا الوسيط الافتراضي من خلال التفاعل الكيميائي إحدى طرق تحقيق التحفيز.
- جميع العمليات الكيميائية قابلة للعكس (قانون الانعكاس المجهري) على الرغم من أن بعض العمليات لها مثل هذا التحيز في الطاقة، إلا أنها في الأساس لا رجعة فيها.
- معدل التفاعل له المعلمة الرياضية المعروفة باسم ثابت المعدل. تعطي معادلة أرهينيوس اعتمادًا على درجة الحرارة وطاقة التنشيط لثابت المعدل، وهو قانون تجريبي.

### الكيمياء الحرارية
- قانون دولون-بتي.
- معادلة جيبس وهلمهولتز.
- قانون هيس.

### قوانين الغاز
- قانون راولت.
- قانون هنري.

### النقل الكيميائي
- قوانين فيك للانتشار.
- قانون جراهام.
- معادلة لام.

## قوانين علم الأحياء

### الانتقاء الطبيعي
ما إذا كان الانتقاء الطبيعي هو «قانون الطبيعة» أم لا هو أمر مثير للجدل بين علماء الأحياء. هنري بايرلي، الفيلسوف الأمريكي المعروف بعمله في نظرية التطور، ناقش مشكلة تفسير مبدأ الانتقاء الطبيعي كقانون. اقترح صياغة الانتقاء الطبيعي كمبدأ إطاري يمكن أن يساهم في فهم أفضل لنظرية التطور. وكان نهجه في التعبير النسبية لياقة بدنية، والميل من التركيب الوراثي لزيادة في التمثيل النسبي في بيئة تنافسية، بوصفها وظيفة من التلاؤم والتكيف (تصميم التكيف) للكائن الحي.

## قوانين الجيولوجيا
- قانون ارشي.
- قانون بويز بالوت.
- قانون بيرش.
- قانون بيرلي.
- مبدأ الأفقية الأصلية.
- قانون التراكب.
- مبدأ الاستمرارية الجانبية.
- مبدأ العلاقات الشاملة.
- مبدأ الخلافة الحيوانية.
- مبدأ الادراج والمكونات.
- قانون فالتر.

## مجالات أخرى
يشار إلى بعض النظريات والبديهيات الرياضية على أنها قوانين لأنها توفر أساسًا منطقيًا للقوانين التجريبية.
من الأمثلة على الظواهر الأخرى المرصودة التي توصف أحيانًا كقوانين، قانون تيتيوس-بود لمواقع الكواكب، وقانون زيف للغات، وقانون مور للنمو التكنولوجي. العديد من هذه القوانين تقع في نطاق العلم غير المريح . قوانين أخرى عملية وقائمة على الملاحظة، مثل قانون العواقب غير المقصودة . على سبيل القياس، يُشار أحيانًا إلى المبادئ في مجالات الدراسة الأخرى بشكل فضفاض باسم «القوانين». وتشمل هذه شفرة أوكام كمبدأ للفلسفة ومبدأ باريتو للاقتصاد.

### تاريخ
تعود ملاحظة وكشف الانتظامات الأساسية في الطبيعة إلى عصور ما قبل التاريخ - الاعتراف بعلاقات السبب والنتيجة يعترف ضمنيًا بوجود قوانين الطبيعة. ومع ذلك، فإن الاعتراف بمثل هذه الانتظامات مثل القوانين العلمية المستقلة في حد ذاتها، كان مقيدًا بتورطها في الروحانية، وبإسناد العديد من التأثيرات التي ليس لها أسباب واضحة بسهولة - مثل الظواهر الفيزيائية - لأفعال الآلهة والأرواح، كائنات خارقة للطبيعة، إلخ. كانت الملاحظة والتكهنات حول الطبيعة مرتبطة ارتباطًا وثيقًا بالميتافيزيقا والأخلاق.

في أوروبا، بدأ التنظير المنتظم حول الطبيعة (physis) مع الفلاسفة والعلماء اليونانيين الأوائل واستمر في الفترات الإمبراطورية الهلنستية والرومانية، وخلال هذه الأوقات أصبح التأثير الفكري للقانون الروماني على نحو متزايد أمرًا بالغ الأهمية.
ظهرت صيغة «قانون الطبيعة» أولاً على أنها «استعارة حية» يفضلها الشعراء اللاتينيون لوكريتيوس وفيرجيل وأوفيد ومانيليوس، في الوقت الذي اكتسبت فيه حضورًا نظريًا ثابتًا في أطروحات نثر سينيكا وبليني . لماذا هذا الأصل الروماني؟ وفقًا لسرد [المؤرخ والكلاسيكي دارين] ليهوكس،  أصبحت الفكرة ممكنة بفضل الدور المحوري للقانون المقنن والحجة الجنائية في الحياة والثقافة الرومانية.

للرومان. . . المكان بامتياز حيث تتداخل الأخلاق والقانون والطبيعة والدين والسياسة هو محكمة القانون . عندما نقرأ أسئلة سينيكا الطبيعية، ونشاهد مرارًا وتكرارًا كيف يطبق معايير الأدلة وتقييم الشهود والحجة والإثبات، يمكننا أن ندرك أننا نقرأ أحد كبار الخطباء الرومان في ذلك العصر، منغمسين تمامًا في طريقة الطب الشرعي. وليس سينيكا وحدها. تظهر النماذج القانونية للحكم العلمي في كل مكان، وتثبت، على سبيل المثال، أنها جزء لا يتجزأ من نهج بطليموس في التحقق، حيث يُسند للعقل دور القاضي، والحواس دور الكشف عن الأدلة، والعقل الديالكتيكي الذي يقوم عليه القانون نفسه.
تعود الصياغة الدقيقة لما يُعرف الآن ببيانات حديثة وصحيحة لقوانين الطبيعة إلى القرن السابع عشر في أوروبا، مع بداية التجريب الدقيق وتطوير الأشكال المتقدمة للرياضيات. خلال هذه الفترة، تأثر الفلاسفة الطبيعيون مثل إسحاق نيوتن (1642-1727) بمنظور ديني - نابع من مفاهيم القانون الإلهي في العصور الوسطى - والذي اعتبر أن الله قد وضع قوانين فيزيائية مطلقة وعالمية وغير قابلة للتغيير. في الفصل السابع من كتاب العالم، وصف رينيه ديكارت (1596-1650) «الطبيعة» باعتبارها المادة نفسها، التي لا تتغير كما خلقها الله، وبالتالي فإن التغييرات في الأجزاء «يجب أن تُنسب إلى الطبيعة. إن القواعد التي تتم بموجبها هذه التغييرات أسميها» قوانين الطبيعة". "  ساهمت الطريقة العلمية الحديثة التي تشكلت في هذا الوقت (مع فرانسيس بيكون (1561-1626) وجاليليو (1564-1642)) في اتجاه فصل العلم عن اللاهوت، مع الحد الأدنى من التكهنات حول الميتافيزيقا والأخلاق. (القانون الطبيعي بالمعنى السياسي، الذي يُنظر إليه على أنه عالمي (أي، مطلق من الدين الطائفي وحوادث المكان)، تم تطويره أيضًا في هذه الفترة من قبل علماء مثل غروتيوس (1583-1645)، سبينوزا (1632-1677)، وهوبز (1588-1679).)
التمييز بين القانون الطبيعي بالمعنى السياسي القانوني وقانون الطبيعة أو القانون الفيزيائي بالمعنى العلمي هو تمييز حديث، كلا المفهومين مستمدان ‏ بالتساوي من physis، الكلمة اليونانية (المترجمة إلى اللاتينية باسم natura) للطبيعة .

## وصلات خارجية
- موسوعة ستانفورد للفلسفة: "Laws of Nature"—by John W. Carroll.
- Baaquie, Belal E., "Laws of Physics نسخة محفوظة 8 أبريل 2006 على موقع واي باك مشين. : A Primer". Core Curriculum, جامعة سنغافورة الوطنية.
- Francis, Erik Max, "The laws list." Physics. Alcyone Systems
- موسوعة الإنترنت للفلسفة "Laws of Nature" - By Norman Swartz
- كتاب معادلات الفيزياء، كتاب مفيد في أشكال مختلفة يحتوي على العديد أو القوانين الفيزيائية والصيغ.
- Eformulae.com نسخة محفوظة 23 فبراير 2011 على موقع واي باك مشين.، موقع يحتوي على معظم الصيغ في تخصصات مختلفة.
- موسوعة ستانفورد للفلسفة: «قوانين الطبيعة» بقلم جون دبليو كارول.
- Baaquie، Belal E. «قوانين الفيزياء : كتاب تمهيدي» نسخة محفوظة 8 أبريل 2006 على موقع واي باك مشين. . المنهج الأساسي، جامعة سنغافورة الوطنية .
- فرانسيس، إريك ماكس. «لائحة القوانين». . الفيزياء . أنظمة Alcyone
- بازاميتا، زوران. «قوانين الطبيعة». لجنة التحقيق العلمي في ادعاءات الخوارق .
- موسوعة الإنترنت للفلسفة . «قوانين الطبيعة» - نورمان شوارتز
- «قوانين الطبيعة»، في زماننا، إذاعة بي بي سي 4 مناقشة مع مارك بوكانان وفرانك كلوز ونانسي كارترايت (19 أكتوبر 2000)